# Pedro Gómez de Córdoba
Pedro Gómez de Córdoba, OSH ou Jerónimo Gómez Fernández de Córdoba ou Pedro Gómez Fernández de Córdoba ou Gómez Fernández de Córdoba y Santillán (falecido em julho de 1598) foi um prelado católico romano que serviu como bispo de Santiago da Guatemala de 1574 a 1598 e Bispo da Nicarágua de 1568 a 1574.